# 김수진 (광물학자)
김수진(金洙鎭, 1939년 1월 15일~2025년 1월 10일)은 대한민국의 광물학 교육자이자 저술가이다.
1939년에 경상북도 영주군 이산면(伊山面)에서 태어났으며, 1961년에 서울대학교를 졸업하고 같은 대학교에서 석사 과정 및 박사 과정을 마친 후, 1972년 3월에 당시 서독 하이델베르크 대학교에 유학하여 1979년에 광물학 박사 학위를 취득하였다. 이후 서울대학교에 복직하여 지질학과에서 학문 연구 및 교육에 종사하였으며, 2004년 2월에 약 35년 동안의 교직 생활을 마치고 정년퇴임하였다.
1975년 6월에 대한민국 최초의 신종 광물인 장군석(將軍石, Janggunite)을 발견 및 명명하여 국제광물학회연합(IMA)의 공인을 받은 것으로 널리 알려졌으며, 이 공로로 이듬해 9월에 대한민국학술원상을 수상하였다. 2004년에 최연소로 대한민국 학술원 회원이 되었다.  한국광물학회에서 김수진 명예교수의 학문적 업적을 기리기 위해 '김수진 학술상'을 제정하였다.

## 학력
- 1957년 서울 중앙고등학교 졸업
- 1961년 3월 서울대학교 문리과대학 지질학과 졸업
- 1963년 2월 서울대학교 대학원 석사과정 이수(이학석사, 암석학)
- 1971년 2월 서울대학교 대학원 박사과정 이수(이학박사, 광물학)
- 1979년 2월 서독 하이델베르크 대학교 광물학연구소(이학박사, 광물학)
- 2000년 11월 European University Centre for Cultural Heritage(이탈리아) 문화유산 박사과정 수료

## 경력
- 1963년 1월 31일 서울대학교 문리과대학 조교
- 1964년 3월 1일 서울대학교 문리과대학 강사
- 1966년 3월 1일 인하대학교 자원공학과 전임강사
- 1967년 3월 1일 인하대학교 자원공학과 조교수
- 1968년 6월 1일 서울대학교 문리과대학 전임강사
- 1971년 4월 20일 서울대학교 문리과대학 조교수(6월 15일, 지질학과 주임교수)
- 1976년 4월 15일 서울대학교 자연과학대학 부교수
- 1981년 3월 1일 고려대학교 이과대학 강사
- 1981년 11월 11일~2004년 2월 28일 서울대학교 자연과학대학 교수(정년퇴임)
- 1983년 11월 14일 서울대학교 자연과학대학 지질과학과 학과장
- 1986년 5월 20일 사단법인 한국광물학회 초대 회장(1992년 제3대 임기까지 6년간)[2]
- 1990년 2월 6일 서울대학교 자연과학대학 부설 광물연구소 소장
- 1994년 7월 17일~2025년 한국과학기술한림원 이학부 정회원(종신회원)[3]
- 1995년 4월 26일~2005년 문화재청 문화재위원회 위원
- 2002년 2월 22일 한국문화재보존과학회 부회장
- 2004년 대한민국 학술원 최연소 회원으로 선출
- 2004년 3월~2025년 1월 서울대학교 지구환경과학부 명예교수

## 상훈
- 1975년 8월 21일 대한광산지질학회 공로상 및 대한광업회 공로표창
- 1976년 9월 17일 제21회 대한민국학술원상(大韓民國學術院賞) 저작상[4]
- 1978년 12월 30일 외무부 장관 공로표창[5]
- 1996년 6월 5일 제5차 국제응용광물학회 우수 논문상
- 1998년 11월 6일 제25회 운암지질학상
- 2004년 2월 28일 홍조근정훈장

## 저작 및 논문

### 주요 저작
- 1986년, 《한국의 광물종》(대우학술총서자연과학 37)
- 1993년, 《광물학원론(鑛物學原論)》
- 1996년, 《광물과학(鑛物科學)》
- 1996년, 《21세기 과학의 포커스》(공저)
- 2001년, 《광물과 인간생활》

### 주요 논문
- 1977년, 〈Janggunite, a new manganese hydroxide mineral from the Janggun mine, Bonghwa, Korea〉[6]
- 1991년, 〈New characterization of takanelite, American Mineralogist〉[7]
- 2003년, 〈동남광산에서 발견된 신종광물 아연-란시아이트(Zn-rancieite) 치무석〉[8]

## 가족 관계
- 배우자: 김영희
  - 슬하: 김효은, 김주은, 김효원, 김지호

## 같이 보기
- 광물학
- 지질학